# Чорне сонце (фільм, 2007)
 «Чорне сонце» (пол. «Czarne słońce»; італ. «Sole nero») — польсько-франко-італійський художній фільм 2007 року режисера Кшиштофа Зануссі.

## Сюжет
Куля снайпера обірвала життя чоловіка Ніни Манфреді. Пару днів тому вона була щасливою і мала плани на майбутнє, але сьогодні її щастя перетворилося в легкий дим. І що найстрашніше — Ніна дізнається ім'я вбивці...

## У ролях
- Валерія Голіно
- Лоренцо Балдуччі
- Каспар Каппароні
- Тоні Бертореллі

## Творча група
- Сценарій: Кшиштоф Зануссі
- Режисер: Кшиштоф Зануссі
- Оператор:
- Композитор: Войцех Кіляр